# 沼裕華
沼 裕華（ぬま ゆうか、10月24日 - ）は、日本の女性声優。東京都出身。現在はフリー。

## 人物
趣味・特技は、ゲーム、水泳、絵を描くこと。
以前はEARLY WINGに所属していた。
過去に声優ユニット「Twinkle☆Girls Ailes」に所属。イメージカラーは赤。

## 出演
太字はメインキャラクター。

### テレビアニメ
- 夫婦以上、恋人未満。（2022年、店員、女子生徒B、メイク配信、女子高生、焼肉屋店員 他）

### ゲーム
- アイパラ! IDOL PARADISE（神城奈那子[3]）
- アイログ（中川みる[4]）
- ソウルマスター（パリス）
- 魔界戦記ディスガイア4（アンドロイド、2011年2月24日）
- ラグナロク 〜光と闇の皇女〜（主人公、キアラ、2011年10月27日）
- Alice in Dreamworld（帽子屋）
- ふううん 兜むすめ（明智光秀、本田忠勝ほか）
- 天空のクラフトフリート（ウィニー、セレミラほか）
- ファンタジードライブ（徳川家康、前田慶次）
- 三国烈覇（呂姫、孫大虎ほか）

### ドラマCD
- 暁のヴァンピレス 前奏曲-side Kira&Kirill×Ulberta- コミック＆ドラマCDムック（ハンナ）
- 男性向けシチュエーションCD「七草がゆく！」（日ノ出星花[5]）
- 長編ドラマCD「Alice in Dreamworld-Before story」（ウサギ・ネズミ[6]）

### 吹き替え
- TEST10 テスト10（2012年7月4日）

### ラジオ
※はインターネット配信。
- 中谷亜美と沼裕華のカルーア☆カシス放送局（2016年 - 2017年、HiBiKi Radio Station※）[7]
- 大井町クリームソーダのシュワシュワオーバーフロー（2015年 - 2017年、アニメイトTV※）[8]ゲスト出演

### 舞台
- 大井町クリームソーダ　オムニバスストーリー 天使のお仕事（2015年）

## ディスコグラフィ
| 発売日  | 商品名                                       | 歌                         | 楽曲 | 備考   |
| 2013年  | 2013年                                       | 2013年                     | 2013年 | 2013年 |
| ------- | -------------------------------------------- | -------------------------- | --- | ------ |
| 4月17日 | いつも口ずさんでた歌を合唱でカヴァーしてみた | フェイバリットソング合唱団 | 「フェイバリットソング合唱団のテーマ」 「CMソングメドレー」 「あなたに」 「キセキ」 「情熱の薔薇」 「空も飛べるはず」 「未来予想図II」 「M」 「フェイバリットソング合唱団エンディング」 |        |

### ユニットメンバー
1. ↑  秋元瑞貴、阿部玲子、石垣奈津美、石川詩乃、内田愛美、大木美和、加藤祐梨、北澤綾香、黒木美咲、雑賀優、坂口愛佳、紗上唄菜、坂本麻美、阪本智美、桜木アミサ、笹本菜津枝、篠永百合、瀬川恵理、竹内麻沙美、谷邊由美、田村奈央、辻綾乃、富永佳恵、中牟田理恵、中村温姫、沼裕華、中芝文香、萩乃水城、濱谷夏帆、三上梨絵、森島亜梨紗、吉田紗和子、羅弘美